# Lannux
Lannux este o comună în departamentul Gers din sudul Franței. În 2009 avea o populație de 221 de locuitori.

## Evoluția populației
| An        | 1975 | 1982 | 1990 | 1999 | 2006 | 2009 |
| --------- | ---- | ---- | ---- | ---- | ---- | ---- |
| Populație | 194  | 202  | 200  | 199  | 208  | 221  |